# サント・アントニオ堂区

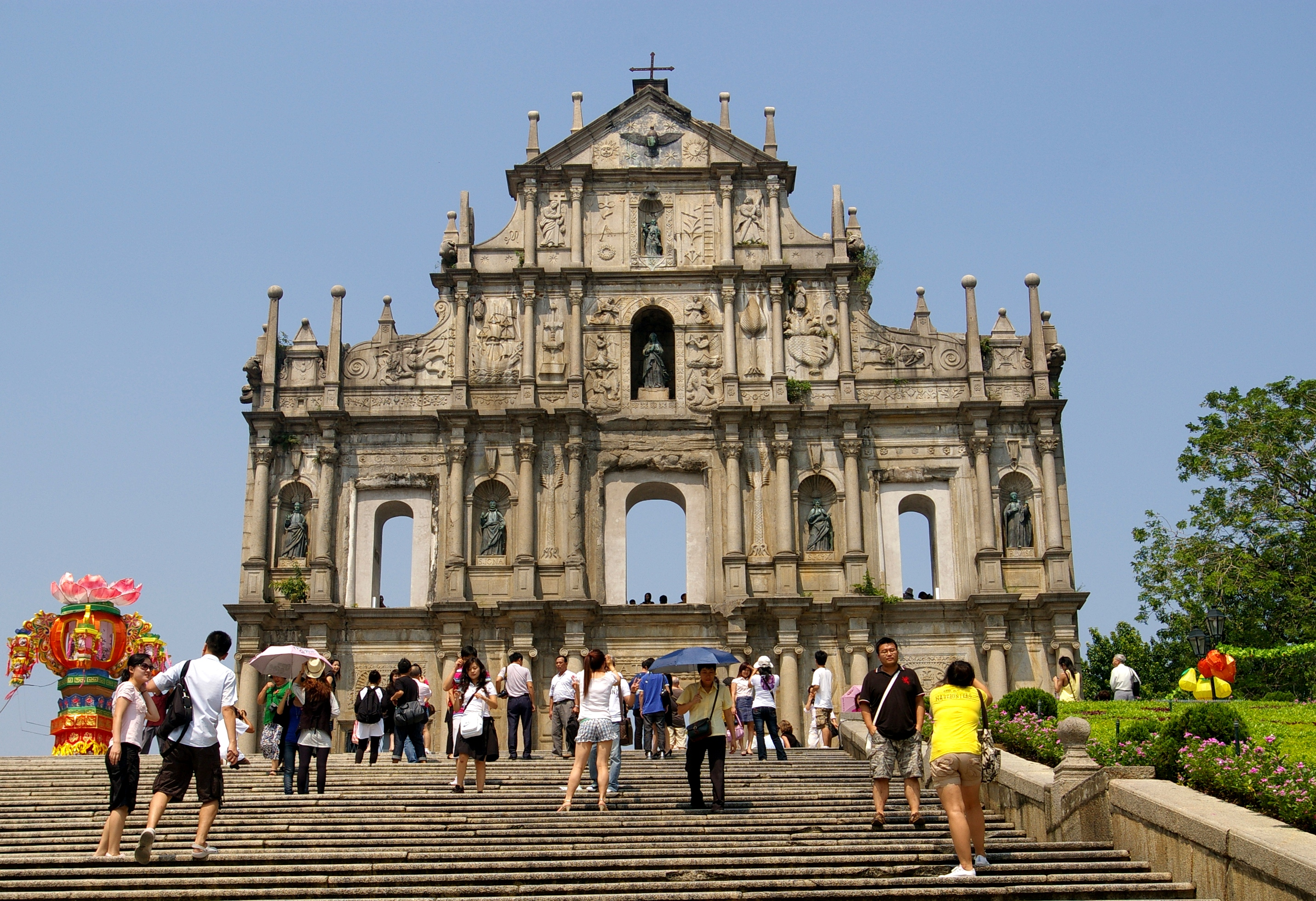
聖ポール天主堂跡

聖安多尼堂区（サント・アントニオどうく）は、マカオ半島の西部にある堂区。
マカオで最も人口密度が高く、1平方キロメートルあたり 98,776 人である。全域は埋立地である。

## 概要
- 面積: 1.1 km² (マカオ半島の 16.4 パーセント)
- 人口: 109,000 (マカオ半島の 31.7 パーセント)

大堂区の北、花地瑪堂区の南、望徳堂区の西、澳門内港碼頭の東に位置する。

### 含まれる地域
- 沙崗
- 新橋（中国語版）
- 沙梨頭（中国語版）

商業住宅地域の間に小規模な工場が混在する。

### 観光名所
- 白鴿巣公園（中国語版） (賈梅士花園)
- 聖ポール天主堂跡
- 大砲台（中国語版）